# Heinz (cantante)
Heinz Burt (Detmold, 24 de julio de 1942 - Southampton, 7 de abril de 2000) fue un bajista y cantante británico de origen alemán, que actuó bajo el nombre artístico de Heinz.

## Biografía
Heinz nació en Detmold en 1942. Su padre murió en la Segunda Guerra Mundial (1939-1945), por lo que a los siete años de edad (en 1949) Heinz se mudó con su madre al pueblo de Eastleigh, en el condado de Hampshire, 8 km al norte del centro de la ciudad de Southampton (sur de Inglaterra).
Heinz fue influenciado por el cantante estadounidense Eddie Cochran. A fines de los años cincuenta empezó a tocar en una banda de skiffle, los Falcons.
Cuando trabajaba en una tienda de comestibles de Southampton, Heinz llamó la atención del productor Joe Meek, convirtiéndose en su protegido.
Meek creó la imagen de Heinz, que incluyó el persuadirlo a que se decolorara el cabello con peróxido, y se vistiera ropa de cuero muy ajustada.
Heinz empezó a tocar el bajo eléctrico en la banda The Tornados, manejada por Meek. Este estaba trabajando mucho en el estudio con la banda para crear un nuevo «sonido espacial». Fruto de estos esfuerzos fue la breve obra instrumental «Telstar» (llamada así en honor al satélite estadounidense Telstar, el primer satélite de comunicaciones), que incluía un teclado electrónico llamado clavioline. El sencillo terminó siendo un éxito multimillonario: vendió cinco millones de copias.
Al año siguiente (1963) Heinz abandonó a los Tornados y lanzó su carrera en solitario. Inicialmente su banda se llamaba The Saints (Heinz y los santos). Debido a la insuficiente voz de Heinz, en su primer sencillo Dreams do come true (‘los sueños sí se hacen realidad’), Meek hizo que su voz fuera doblada por otro cantante.
El sencillo fue un fracaso comercial.
Meek, para promover a Heinz, lo envió en una gira con Gene Vincent y Jerry Lee Lewis. El público no tuvo piedad con él y le lanzaban frijoles al escenario.
Su banda acompañante se llamaba The Outlaws (‘los fuera de la ley’), formada por Ritchie Blackmore (quien tocaba la guitarra eléctrica líder), Chas Hodges, Mike Berry y Mick Underwood.
Su siguiente sencillo fue Just like Eddie ―un homenaje a Eddie Cochran con música y letra de Geoff Goddard―, que alcanzó el quinto lugar en las listas británicas de éxitos. El LP Tribute to Eddie alcanzó el lugar 12.º en las listas de 1964.
Este sencillo coincidió con la aparición de la banda The Beatles y tuvo éxito. Fue el disco más exitoso de la carrera de Heinz.
Su banda de apoyo se llamaba The Wild Ones (‘los salvajes’) o The Wild Boys (‘los chicos salvajes’).
Después se publicaron don EP seguidos ―Heinz, y Live it up―, y en 1963 actuó en la película musical británica Live it up!. La banda sonora fue producida por Meek, y Heinz actuó en el papel de Ron y también contribuyó con una canción. Después de una gira bien recibida con Billy J. Kramer and the Dakotas, y Bobby Rydell, Heinz fue visto como perteneciente a la época del rock and roll, mientras en todo el país estaba más de moda el merseybeat, más moderno.
Heinz hizo un cóver de la canción «Don’t think twice, it’s alright» (‘no lo pienses dos veces, está bien’), de Bob Dylan, que fue otro fracaso comercial.
Heinz pasó de la discográfica Decca a la EMI. Tuvo un éxito menor con Diggin’ my potatoes (‘estoy enterrando mis patatas’).
Empezaron a aparecer diferencias con Meek a nivel profesional y personal. Cuando Heinz le presentó su novia a Meek, la relación entre ellos se terminó de quebrar. Heinz vivió brevemente en el apartamento que alquilaba Meek, pero cuando tuvieron desacuerdos sobre los derechos de autor de las canciones, Heinz se mudó, dejando algunas posesiones detrás, incluyendo una escopeta.
En 1967, con esa escopeta, Meek mató a la dueña de su apartamento y luego se suicidó. Heinz fue interrogado por la policía ―ya que la escopeta estaba a su nombre―, pero se llegó a la conclusión de que él no había tenido nada que ver con las muertes.
La muerte de Meek puso fin a la carrera musical de Heinz como cantante solista. Desde entonces trabajó fuera de la industria musical, incluyendo una publicidad para un periódico local, The Post Dagenham.
Aunque a menudo se lo desestimó como un talento mediocre al que Meek había empujado a la fama, Heinz era un artista entusiasta y en los años setenta trabajó como actor de teatro y de pantomima.
En 1972, Heinz cantó en el festival London Rock and Roll Show. En su banda de acompañamiento tocaban John B. Sparkes y Wilko Johnson (de la banda Dr. Feelgood).
Se le diagnosticó esclerosis lateral amiotrófica ―una enfermedad neurodegenerativa que no afecta las funciones cognitivas―, pero Heinz siguió presentándose en televisión y bares. Aparecía en shows que revivían los años sesenta.
Su última aparición ―en silla de ruedas― fue a fines de marzo de 2000, cantando en un club social, dos semanas antes de su muerte.
Heinz falleció en 2000, a los 57 años, después de sufrir un ataque cerebrovascular en la ciudad de Weston (suburbio de Southampton, 5 km al este del centro de la ciudad).

## Homosexualidad póstuma
En 2009, Heinz fue representado por el actor J. J. Feild en la película Telstar, acerca de la vida de Joe Meek.

La película lo presentó como amante gay de Meek en momentos en que en el Reino Unido los actos homosexuales eran ilegales.
Su familia negó que él fuera homosexual y declararon que la película era un insulto contra Heinz. La exesposa de Heinz, Della Burke ―que estuvo casada con él en el apogeo de su éxito (justamente en la época en que Heinz supuestamente habría sido amante de Meek)―, dijo: «Es completa y absolutamente falso: Heinz definitivamente era heterosexual, y no tenía problemas con la homosexualidad de Meek».

## Discografía
- 1963: Just like Eddie (5.º en las listas británicas).
- 1963: Country boy (26.º en las listas británicas).
- 1964: You were there (26.º en las listas británicas).
- 1964: Questions I can’t answer (39.º en las listas británicas).
- 1965: Diggin’ my potatoes (49.º en las listas británicas).